# Contea di Dalwallinu
La contea di Dalwallinu è una delle 43 local government areas che si trovano nella regione di Wheatbelt, in Australia Occidentale. Si estende su di una superficie di circa 7.236 chilometri quadrati ed ha una popolazione di 1.368 abitanti.